# Frankfurter Fußballclub Viktoria von 1991
Il Frankfurter FC Viktoria, noto in Italia anche Viktoria Francoforte, è una società calcistica tedesca di Francoforte sull'Oder, nel Brandeburgo. Nella stagione 2024-2025 milita in Brandenburgliga, una delle seste divisioni del calcio tedesco.
Fondata a Lipsia nell'allora Germania Est è stata poi spostata a Berlino Est, dove ha vinto per sei volte la DDR-Oberliga e per due la FDGB Pokal, e ha partecipato varie volte alle competizioni europee. Infine, nel 1971 è stata trasferita a Francoforte sull'Oder.

## Storia
Il club viene fondato a Lipsia nel 1951 con il nome KVP Vorwärts Leipzig (la KVP era la Kasernierte Volkspolizei, la Polizia Popolare Accasermata).
Viene subito inserito nella Oberliga 1951-1952, retrocedendo tuttavia al termine del campionato successivo. Riconquista immediatamente la massima divisione e vince inoltre la Coppa, ma nel frattempo la squadra era stata spostata nella capitale per motivi politici. Negli anni seguenti il club vince per sei volte il campionato (1958, 1960, 1961-1962, 1964-1965, 1965-1966 e 1968-1969), diventando così il più titolato della Germania Est (verrà però in seguito superato da BFC Dynamo e Dinamo Dresda), oltre alla Coppa della Germania Est 1969-1970. Tra i protagonisti di questi successi figurano anche Otto Fräßdorf e Jürgen Nöldner, quest'ultimo soprannominato "il Puskás della DDR".

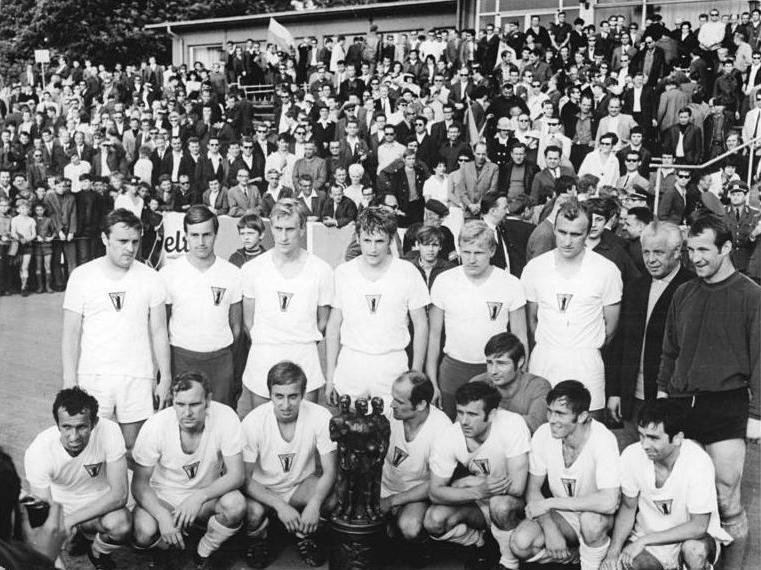
La Vorwärts nel 1970.

In questo periodo la Vorwärts partecipa naturalmente anche a diverse edizioni delle neonate competizioni europee, pur senza mai far generalmente molta strada: il massimo traguardo raggiunto sono i quarti di finale, al quale i tedeschi approdano in due occasioni, nella Coppa dei Campioni 1969-1970, quando sono stati eliminati dal Feyenoord poi campione, e nella Coppa delle Coppe 1970-1971: qui, dopo aver eliminato anche il Bologna, sono invece sconfitti dal PSV.
Nel 1971 la Vorwärts viene trasferita a Francoforte sull'Oder. Nel resto del decennio ottiene solo qualche buon piazzamento, partecipa alla Coppa UEFA 1974-1975 dove viene eliminata dalla Juventus, e arriva anche alla finale della FDGB Pokal nel 1976. Tuttavia, al termine del campionato 1977-1978 avviene un'altra retrocessione: anche stavolta la lontananza dalla massima divisione dura comunque una sola stagione.
Negli Anni Ottanta si assiste a un miglioramento rispetto alle prestazioni del recente passato. Il punto più alto è rappresentato dal secondo posto nell'Oberliga 1982-1983, inoltre arrivano anche altre quattro partecipazioni alla Coppa UEFA: qui il club viene eliminato per due volte da squadre della Germania Ovest (Werder Brema e Stoccarda). In questo periodo in rosa c'è anche Lothar Hause.
Una nuova retrocessione si verifica al termine del campionato 1987-1988, tuttavia per ottenere la promozione stavolta bisogna attendere due anni. Nel frattempo, il 9 novembre 1989 si era verificata la caduta del muro di Berlino, che sarà poi seguita dalla riunificazione tedesca. La NOFV-Oberliga 1990-1991 è l'ultima stagione del campionato della Germania Est, e viene conclusa al quattordicesimo posto: il club conquista così l'accesso all'Oberliga Nordost Nord, l'allora terza divisione del calcio tedesco. Qui ottiene la salvezza al primo anno, ma retrocede al quarto livello nel successivo. A causa della ristrutturazione dei campionati nel 1994 si ritrova in quinta divisione, scendendo poi in sesta nel decennio successivo.

## Palmarès

### Competizioni nazionali
- Campionato tedesco orientale: 6

1958, 1960, 1961-1962, 1964-1965, 1965-1966, 1968-1969
- Coppa della Germania Est: 2

1952-1954, 1969-1970

### Altri piazzamenti
- Campionato tedesco orientale:

Secondo posto: 1957, 1959, 1969-1970, 1982-1983
Terzo posto: 1962-1963
- Coppa della Germania Est:

Finalista: 1956, 1975-1976, 1980-1981
Semifinalista: 1957, 1958, 1966-1967, 1977-1978, 1968-1969, 1981-1982, 1989-1990

## Statistiche e record

### Partecipazione ai campionati e ai tornei internazionali

#### Campionati nazionali
Il club vanta una lunga permanenza nella DDR-Oberliga, la massima divisione del campionato tedesco orientale; qui vince anche sei titoli nazionali. In seguito alla riunificazione tedesca viene ammesso in Oberliga, l'allora terza divisione del calcio tedesco.
Dalla stagione 1951-1952 alla 2024-2025 compresa il club ha ottenuto le seguenti partecipazioni ai campionati nazionali:
| Livello | Categoria                | Partecipazioni | Debutto   | Ultima stagione | Totale |
| ------- | ------------------------ | -------------- | --------- | --------------- | ------ |
| 1º      | DDR-Oberliga             | 34             | 1951-1952 | 1987-1988       | 34     |
| 1º      | NOFV-Oberliga            | 1              | 1990-1991 | 1990-1991       | 34     |
| 2º      | DDR-Liga                 | 4              | 1953-1954 | 1989-1990       | 4      |
| 3º      | NOFV-Oberliga Nordost    | 2              | 1992-1993 | 1993-1994       | 2      |
| 4º      | Verbandsliga Brandenburg | 1              | 1993-1994 | 1993-1994       | 5      |
| 4º      | NOFV-Oberliga Nordost    | 4              | 1997-1998 | 2003-2004       | 5      |
| 5º      | Verbandsliga Brandenburg | 9              | 1994-1995 | 2006-2007       | 11     |
| 5º      | Brandenburg-Liga         | 1              | 2007-2008 | 2007-2008       | 11     |
| 5º      | NOFV-Oberliga Nordost    | 1              | 2022-2023 | 2022-2023       | 11     |
| 6º      | Brandenburg-Liga         | 13             | 2008-2009 | 2024-2025       | 13     |

#### Tornei internazionali
La squadra vanta diverse partecipazioni alle competizioni europee. Il miglior risultato raggiunto sono stati i quarti di finale, al quale i tedeschi sono approdati in due occasioni: nella Coppa dei Campioni 1969-1970, quando sono stati eliminati dal Feyenoord poi campione, e nella Coppa delle Coppe 1970-1971: qui, dopo aver eliminato anche il Bologna, sono stati invece sconfitti dal PSV.
| Categoria                     | Partecipazioni | Debutto   | Ultima stagione |
| ----------------------------- | -------------- | --------- | --------------- |
| Coppa dei Campioni            | 6              | 1959-1960 | 1969-1970       |
| Coppa delle Coppe             | 2              | 1960-1961 | 1970-1971       |
| Coppa UEFA/UEFA Europa League | 5              | 1974-1975 | 1984-1985       |